# 허성태
허성태(1977년 10월 20일~)는 대한민국의 배우이다.
대학 시절이던 1996년 연극배우로 첫 데뷔하였지만 이후 연극 무대를 잠시 떠나 LG전자 해외영업부서에서 러시아 시장 TV 영업을 담당했고, 이후 이직하여 대우조선해양 기획조정실에서 근무하다 다시 연기자의 꿈을 품고 2011년 35살의 나이에 퇴사하였다. SBS 《기적의 오디션》에 재참가 참가를 하게 되었으며 이후 무명 배우의 길을 걷기 시작한다. 그는 60여 편의 단편영화에 단역으로 출연하다가 2016년 영화 《밀정》에서 송강호에게 뺨 맞는 신 한 컷으로 주목받았다.

## 학력
- 금성중학교 (졸업)
- 금성고등학교 (졸업)
- 부산대학교 노어노문학과 학사

## 출연 작품

### 드라마
- 2012년 MBC 주말 특별기획 드라마 《무신》
- 2012년 OCN 일요 특별기획 드라마 《신의 퀴즈 3》 ... 장기 밀매업자 역
- 2013년 KBS2 드라마 스페셜 《불청객》 ... 형사 역
- 2013년 tvN 금토드라마 《응답하라 1994》 ... 삼천포 시장의 보좌관 역
- 2013년 SBS 아침 일일연속극 《당신의 여자》
- 2013년 SBS 월화 특별기획 드라마 《야왕》
- 2013년 SBS 주말드라마 《돈의 화신》
- 2013년 MBC 아침 일일연속극 《내 손을 잡아》
- 2013년 MBC 일일 특별기획 드라마 《구암 허준》
- 2013년 MBC 월화 특별기획 드라마 《구가의 서》
- 2013년 tvN 일일 시트콤 《감자별 2013QR3》
- 2014년 tvN 목요 시트콤 《막돼먹은 영애씨 13》 ... 피자집 사장
- 2014년 MBC 아침 일일연속극 《모두 다 김치》
- 2014년 MBC 저녁 일일연속극 《엄마의 정원》
- 2014년 SBS 월화드라마 《신의 선물 - 14일》
- 2014년 SBS 드라마스페셜 《너희들은 포위됐다》 ... 오 형사 역
- 2014년 KBS2 수목드라마 《감격시대: 투신의 탄생》 ... 일본 사내 역
- 2014년 KBS1 대하드라마 《정도전》 ... 고려 장군 역
- 2014년 TV조선 금토드라마 《백년의 신부》
- 2014년 MBC 저녁 일일연속극 《압구정 백야》 ... 비서 역
- 2014년~2015년 KBS2 주말연속극 《가족끼리 왜 이래》 ... 다단계회사 지부장 역
- 2014년 JTBC 금토 특별기획 드라마 《하녀들》
- 2015년 SBS 2부작 주말드라마 《인생 추적자 이재구》 ... 경찰 역
- 2015년 MBC 드라마넷 금토드라마 《태양의 도시》 ... 형사 역
- 2015년 MBC 저녁 일일연속극 《위대한 조강지처》 ... 조폭 역
- 2015년 KBS2 저녁 일일연속극 《오늘부터 사랑해》
- 2015년 웹드라마 《목격자》 ... 정찬 역
- 2016년 KBS2 드라마 스페셜 《평양까지 이만원》
- 2017년 SBS 드라마스페셜 《사임당, 빛의 일기》 ... 왕정철 역
- 2017년 OCN 토일드라마 《터널》 ... 정호영 역
- 2017년 KBS2 수목드라마 《7일의 왕비》 ... 무뢰배 수장 역
- 2017년 tvN 주말드라마 《명불허전》 ... 조폭 역
- 2017년 KBS2 월화 미니시리즈 《마녀의 법정》 ... 백상호 역
- 2018년 tvN 월화드라마 《크로스》 ... 김형범 역
- 2018년 SBS 드라마스페셜 《친애하는 판사님께》 ... 홍정수 역
- 2018년 tvN 금요드라마 《빅 포레스트》
- 2019년 KBS2 수목드라마 《왜그래 풍상씨》 ... 조문객 역
- 2019년 MBC 토요 특별기획 드라마 《이몽》 ... 마쓰우라 히로 역
- 2019년 OCN 주말 오리지널 드라마 《보이스 3》 ... 마약 거래책 역
- 2019년 OCN 주말 오리지널 드라마 《왓쳐》 ... 장해룡 역
- 2019년 tvN 수목 드라마 《싸이코패스 다이어리》 ... 장칠성 역
- 2020년 TV조선 특별기획 드라마 《바람과 구름과 비》 ... 상복 역 (특별출연)
- 2021년 JTBC 금토드라마 《괴물》 ... 이창진 역
- 2021년 SBS 월화드라마 《라켓소년단》 ... 천 코치 역
- 2021년 Netflix 오리지널 드라마 《오징어 게임》 ... 장덕수 역 (본작의 중간 보스)
- 2021년 Netflix 오리지널 드라마 《고요의 바다》 ... 김재선 역
- 2022년 KBS2 월화드라마 《붉은 단심》 ... 조원표 역
- 2022년 JTBC 수목드라마 《인사이더》 .. 윤병욱 역
- 2022년 tvN 수목드라마 《아다마스》 ... 최태성 역
- 2022년 tvN 월화드라마 《연예인 매니저로 살아남기》 ... 구해준 역
- 2022년 Disney+ 오리지널 드라마 《카지노》
- 2023년 쿠팡플레이 오리지널 드라마 《미끼》 ... 노상천 역
- 2024년 ENA 월화드라마 《크래시》 ... 정채만 역
- 2024년 tvN 월화드라마 《플레이어 2 : 꾼들의 전쟁》 … 임상식 역
- 2025년 JTBC 토일드라마 《굿보이》 … 고만식 역

### 영화
| 연도 | 작품명                   | 역할           | 비고                |
| ---- | ------------------------ | -------------- | ------------------- |
| 2012 | 《광해, 왕이 된 남자》   | 국문장 나장 1  |                     |
| 2012 | 《D-DAY》                | 용수           | 단편 영화           |
| 2013 | 《짜장면의 유혹》        | 은호           | 단편 영화           |
| 2013 | 《악수》                 | 우진           | 단편 영화           |
| 2013 | 《리부트》               | 안중근         | 단편 영화           |
| 2013 | 《중독》                 |                | 단편 영화           |
| 2013 | 《가해자들》             | 아버지         | 단편 영화           |
| 2014 | 《하이힐》               | 허곤 사내들    |                     |
| 2014 | 《해무》                 | 젊은 형사 2    |                     |
| 2014 | 《상의원》               | 종사관         |                     |
| 2014 | 《레드 블라인드》        | 비리 교도과장  | 단편 영화           |
| 2015 | 《권법형사: 차이나타운》 | 노숙자 2       |                     |
| 2015 | 《쓰리 썸머 나잇》       | 강 형사        |                     |
| 2015 | 《선지자의 밤》          | 항기           |                     |
| 2016 | 《레나》                 | 세연 회사 대표 |                     |
| 2016 | 《밀정》                 | 하일수         |                     |
| 2016 | 《사내본색》             | 태훈           |                     |
| 2017 | 《남한산성》             | 용골대         |                     |
| 2017 | 《범죄도시》             | 안성태(독사)   |                     |
| 2017 | 《부라더》               | 스님 / 형배    |                     |
| 2017 | 《꾼》                   | 장두칠         |                     |
| 2018 | 《명당》                 | 이시영         |                     |
| 2018 | 《창궐》                 | 이정랑         |                     |
| 2019 | 《말모이》               | 우에다         | 본작의 진 최종 보스 |
| 2019 | 《인턴형사 오견식》      |                |                     |
| 2019 | 《열두 번째 용의자》     | 노석현         |                     |
| 2019 | 《신의 한 수: 귀수편》   | 부산 잡초      |                     |
| 2019 | 《블랙머니》             | 최재관         |                     |
| 2020 | 《히트맨》               | 최형도         |                     |
| 2020 | 《도굴》                 | 독사파 대장    |                     |
| 2022 | 《스텔라》               | 서 사장        |                     |
| 2022 | 《헌트》                 | 장철성         |                     |
| 2023 | 《소녀작가 입문기》      | 남 사장        |                     |
| 2023 | 《소년들》               | 박정규         |                     |
| 2025 | 《브로큰》               | 박 형사        |                     |

### 텔레비전 프로그램
- 《기적의 오디션》(2011년, SBS)
- 《모큐드라마 싸인》(2013년, 채널A)
- 《런닝맨》381회(2017년, SBS)
- 《해피투게더 시즌3》 527회,632회 (2018･2019년, KBS2)
- 《히트맨 - 베트남 편》(2018년, JTBC)
- 《구해줘 홈즈》21회,47회(2019년･2020년 MBC)
- 《고스트 하우스》(2021년, 디스커버리 채널 코리아)
- 《전지적 참견 시점》175회(2021년, MBC)
- 《아는형님》(2019년･2022년 JTBC)

### 웹예능
- 《집대성》(2025년, 유튜브)

## 수상 및 후보
| 연도 | 시상식                            | 부문                                | 작품                  | 결과 |
| ---- | --------------------------------- | ----------------------------------- | --------------------- | ---- |
| 2018 | 제54회 백상예술대상               | 영화부문 남자 신인연기상            | 범죄도시              | 후보 |
| 2018 | 제26회 대한민국문화연예대상       | 영화부문 남자 우수연기상            | 범죄도시              | 수상 |
| 2018 | SBS 연기대상                      | 남자 조연상                         | 친애하는 판사님께     | 후보 |
| 2019 | 제18회 대한민국 퍼스트브랜드 대상 | 씬스틸러 남자배우                   | 빈칸                  | 수상 |
| 2021 | 제6회 아시아 아티스트 어워즈      | 베스트 엑터상                       | 오징어 게임           | 수상 |
| 2021 | 아시아 모델 어워즈                | 아시아 특별상                       | 빈칸                  | 수상 |
| 2021 | SBS 연기대상                      | 신스틸러상                          | 라켓소년단            | 후보 |
| 2022 | 제20회 디렉터스 컷 어워즈         | 시리즈부문 올해의 새로운 남자배우상 | 오징어 게임           | 후보 |
| 2022 | 제58회 백상예술대상               | TV부문 남자조연상                   | 오징어 게임           | 후보 |
| 2022 | 제8회 에이판 스타 어워즈          | 남자 연기상                         | 오징어 게임, 인사이더 | 수상 |
| 2022 | 제17회 부일영화상                 | 남우조연상                          | 헌트                  | 후보 |
| 2022 | KBS 연기대상                      | 남자 조연상                         | 붉은 단심             | 수상 |